# بهنام محجوبی
بهنام محجوبی (۳۰ آذر ۱۳۶۶ – ۲۸ بهمن ۱۳۹۹) درویش زندانی اعتراضات گلستان هفتم بود. او به دلیل بیماری امکان تحمل حبس را نداشت اما بازداشت و زندانی شد و ۲۵ بهمن ۱۳۹۹ برای چندمین بار در حالت اغما به علت مسمومیت دارویی در زندان به بیمارستان منتقل و خبر درگذشتش ۳ اسفند ۱۳۹۹ تأیید شد. محجوبی در شعبه ۲۶ دادگاه انقلاب تهران به دو سال حبس محکوم شده بود.محجوبی آبان ماه ۱۳۹۹ در فایل صوتی از زندان گفته بود «قانع شده‌ام آن‌ها [مأموران امنیتی] قصد کشتن من را دارند.»

## پیشینه
بهنام محجوبی در بهمن ۱۳۹۶، بعد از شرکت در اعتراضات به محدودیت‌های ایجادشده برای نورعلی تابنده، قطب دراویش گنابادی بازداشت شد. دادگاه او را به ۲ سال زندان محکوم کرد و محجوبی از خرداد ۹۹ درحال گذراندن دوران محکومیت خود در زندان اوین بود. او در این مدت دو مرتبه به بیمارستان روان‌پزشکی امین‌آباد تهران منتقل و بستری شد. بهنام محجوبی از شرایط بسیار بد آنجا خبر داده بود و گفته بود افول انسانیت در ایران را دیده‌است.

## بیماری و شکنجه
بهنام محجوبی دچار بیماری عصبی بود و پزشکی قانونی تأکید کرده بود که وی تحمل کیفر زندان را ندارد. گزارش‌هایی از تشنج وی در زندان منتشر شده بود، اما از ترخیص یا انتقال به هنگام وی به بیمارستان خودداری شد. یکبار به دنبال تشنج دیگر به بهداری بیمارستان اوین منتقل شد و مسئول بهداری به او یک قرص خواب می‌دهد که پس از خوردن آن حال او رو به وخامت می‌رود.
همسر او پنج ماه پیش از مرگش هشدار داده بود که وی در شرایطی نیست که بتواند حبس را تحمل کند.
به گفته صالحه حسینی، همسرش: «هر شب به او ۱۴ تا ۱۷ قرص خواب می‌دادند تا ناگهان نصف بدنش از کار افتاد.» و «بهنام به دلیل عدم ارائه داروهایش توسط زندان دچار تشنج شد و زمین‌خورد و نیمی از بدنش فلج شد. او را به بهداری منتقل کردند و ابتدا گفتند به بخش مغز و اعصاب بیمارستان رازی فرستاده خواهد شد اما ناگهان خودش خبر داد که او را در بخش ابوریحان تیمارستان امین‌آباد نگهداری می‌کنند.» در مدت زندانی بودن محجوبی خود خانواده داروها را تهیه می‌کرده ولی مسئولان زندان اوین از دادن دارو به بهنام خودداری می‌کنند.
علیرضا روشن، درویش گنابادی و از دوستان محجوبی گفته بود که «او پس از ۶ روز بستری بودن در تیمارستان امین آباد، به زندان اوین بازگردانده شده‌است؛ اما وضعیت سلامتی او وخیم‌تر شده و دچار حملات عصبی شدیدتری شده‌است.» و بهنام محجوبی «گاه دچار فراموشی موقت می‌شود، به طوری که برخی اوقات یک حرف را چندین بار تکرار می‌کند» و تأکید کرد که محجوبی «دچار فلج‌های موقتی» هم شده و اخیراً در «زمان بازگشت از دستشویی بیهوش شده و با سر به زمین‌خورده‌است.»«پس از این اتفاق مسئولان زندان ابتدا از انتقال او به بهداری خودداری کردند و در نهایت با اصرارهای بهنام، او را به بهداری منتقل کردند.» ولی علاوه بر اینکه دستور اعزام محجوبی به بیمارستان صادر شده بود، گفتند که «محجوبی چون زندانی امنیتی است، در حال حاضر به بیمارستان اعزام نمی‌شود.» و او «قدرت تکلم چندانی نداشت.».
بهنام محجوبی در یک فایل صوتی پس از این اتفاقات می‌گوید: «قانع شده‌ام آن‌ها قصد کشتن من را دارند. پس من اجازه این کار را به آن‌ها نمی‌دهم و خودم دست به اعتصاب غذا می‌زنم تا بمیرم.»

مهر ۱۳۹۹، ابراهیم الله‌بخشی، درویش زندانی سابق که با محبوبی در ارتباط بود، گفت که قرار بود او را برای ویزیت و چکاپ به یک مرکز درمانی اعزام کنند؛ اما محجوبی بعدازظهر همان روز در تماس بعدی اطلاع داد که به «بیمارستان روان‌پزشکی رازی امین آباد منتقل شده‌است.» الله‌بخشی گفت که بهداری زندان اقدام به دادن ۱۷ قرص به بهنام کرد و ادامه داد: 
ولی او در تماس‌های تلفنی خود گفته بود که این داروها به او نمی‌سازد و باعث بی‌حس شدن سمت چپ بدنش شده‌است. او از ما خواسته بود تا [با مقامات قضایی] صحبت کنیم تا بار دیگر داروهای خودش را بیاورند که پس از نامه‌نگاری و پیگیری‌های متعدد در نتیجه دوباره داروها را به دست بهنام رساندم. اما دکتر بیمارستان او را مجبور کرده بود تا همان ۱۷ دارو که قرص خواب بودند را مصرف کند. ولی محجوبی به خاطر اثر منفی آن قرص‌ها بروی بدنش حاضر به مصرف آن‌ها نشد و به همین خاطر تهدید شده بود اگر به مخالفت با خوردن این داروها ادامه دهد به امین آباد فرستاده می‌شود.
بهنام محجوبی پس از انتقال به بیمارستان رازی امین آباد اعلام اعتصاب غذا می‌کند و چندین بار نیز تهدید می‌شود که «با شوک برقی اذیتت می‌کنیم.»
محجوبی در تماسی تلفنی دربارهٔ بیمارستان روان‌پزشکی گفت: «به شکل صلیبی بر روی تخت بسته شده، به او آمپول تزریق کرده‌اند، بدنش سِر شده، و توانایی زیادی برای صحبت کردن ندارد.» بعد از اینکه محجوبی اعتراض می‌کند چرا به بیمارستان امین آباد آورده شده، دکتر این بیمارستان به او می‌گوید دستور قضایی است و تا وقتی که دستور قضایی باشد، او در بیمارستان خواهد ماند.

### شکنجه
سازمان عفو بین‌الملل در آذر ماه سال ۱۳۹۹ گزارش‌هایی از شکنجه و بدرفتاری با محجوبی در بیمارستان را منتشر کرد و خواستار توقف آن شد.
این سازمان نامه‌ای خطاب به سید ابراهیم رئیسی رئیس قوه قضاییه جمهوری اسلامی نوشت و خواستار رسیدگی به وضعیت او شد. همسر و نزدیکان او در آذر ماه ۱۳۹۹ بیان داشت که مقامات زندان از دادن داروهای بهنام خودداری کرده و به زور به او داروهای شیمیایی تزریق کرده‌اند، همچنین تهدید به ممنوع‌الملاقات شدن در صورت تلاش برای ارتباط با بیرون را جزء فشارها به محجوبی در دوران بازداشت برشمردند. و گفتند که در زندان تهدید شده که اگر اعتصاب غذایش را نشکند به او شوک الکتریکی خواهند داد.

### منع ملاقات در بیمارستان لقمان
علی‌رغم سفر مادر محجوبی از کرمان به تهران برای دیدار با فرزند بیمارش، به او اجازه ملاقات داده نشد. روز ۲۷ بهمن ۱۳۹۹ تصاویری از نرگس محمدی، فعال حقوق بشر منتشر شد که سعی می‌کرد مسئولان بیمارستان لقمان را برای گرفتن اجازه ملاقات مادر محجوبی با فرزندش مجاب کند که به او می‌گویند از سوی قوه قضاییه دستور داده شده تا ملاقاتی صورت نگیرد.
سرانجام گزارش‌هایی در خصوص ملاقات مادر بهنام محجوبی با او پس اعلام خبر درگذشتش و پیش از تأیید رسمی ۲۹ بهمن ۱۳۹۹ در ای‌سی‌یو بیمارستان لقمان منتشر شد.

## اعتصاب غذا
۸ آبان‌ماه ۱۳۹۹ بهنام محجوبی در اعتراض به شرایط نگهداری و عدم دسترسی به خدمات پزشکی اعتصاب غذا کرد.
در آن زمان مادرش، بتول حسینی از برخی داروها و آمپول‌هایی که پسرش تزریق شد و آنها اطلاعی از محتویات آن نداشتند خبرداد. به گفته او، پس از تزریق داروهای نامشخص بدن بهنام ورم کرده، حافظه‌اش دچار مشکل شده و حرف زدن برایش سخت شده.
سه روز پس از اعلام اعتصاب غذای بهنام محجوبی، خانواده او و برخی از حامیانش از همراهی با او در این حرکت اعتراضی خبر دادند و اعتصاب کردند.
بهنام محجوبی، چندی بعد تحت فشار و بدون رسیدن به خواسته‌اش به اعتصاب غذای خود پایان داد. یک منبع آگاه در این رابطه گفته بود: «بهنام محجوبی در بیمارستان مجدداً به تخت بسته شد و این بار برای شکستن اعتصاب غذا تحت فشار قرار گرفت. حتی پزشک بیمارستان به او گفته بود که دستور است تا تو اعتصاب غذایت را بشکنی.»

## گزارش صدا و سیما
در ۲۹ بهمن‌ماه ۱۳۹۹ صداوسیمای جمهوری اسلامی در یک گزارش تلویزیونی خبر درگذشت محجوبی را شایعه خواند و مدعی شد به کما رفتن بهنام محجوبی برای تخریب «ابراهیم رئیسی»، رئیس قوه قضاییه است و آزار این زندانی، طراحی‌های رسانه‌ای برای مخدوش کردن نهاد قضایی بوده‌است. صداوسیما در این گزارش به نقل از فردی بنام مصطفی دانشجو که ادعا شده بود وکیل این درویش زندانی است اعلام کرد او زنده است و پیگیری‌های پزشکی روی او در حال انجام است.
اما یک روز بعد صالحه حسینی، همسرش و ابراهیم الله‌بخشی از نزدیکان محجوبی اعلام کردند این درویش در مدت ۸ ماه زندانی بودنش وکیل نداشته و همچنین محجوبی علائم حیاتی ندارد و به صورت نمایشی با دستگاه تنفسی زنده است.

## درخواست محاکمه مقصران
۱۰۰ زندانی سیاسی در زندان‌های اوین، رجایی‌شهر، فشافویه و عادل‌آباد یک اسفند ۱۳۹۹ در نامه‌ای با اشاره به وضعیت بهنام محجوبی، درویش زندانی گفتند؛ جانِ جوانش را بر لبهٔ پرتگاهِ نیستی آونگ کرده‌اند تا سیستمی بر سر کار بماند که از آغاز جز تحمیل خفقان و فقر و فلاکت بر مردم و ستم مضاعف بر زندانیان و تأمین منافع قشری زراندوز کاری نکرده‌است.
در این بیانیه تأکید شده بود اولین گام در این راه «آزادی بی‌قید و شرط» زندانیان سیاسی و عقیدتی است و گفته شده که محجوبی شرایط تحمل حبس را نداشته اما «مجریان سیاست انتقام‌جویی و آزار زندانیان سیاسی و عقیدتی نظر پزشکی قانونی را به هیچ انگاشتند» و همچنان او را در زندان نگه داشتند.
امیرسالار داودی، اسماعیل عبدی، کسری نوری و بکتاش آبتین از جمله امضاکنندگان این بیانیه بودند.

### پیام دراویش زندانی: بهنام به قتل رسید
دراویش زندانی اعتراضات گلستان هفتم در پیامی گفتند «به شهادت رساندن بهنام محجوبی در زندان اوین حامل پیام همیشگی‌شان بود برای ما؛ می‌کشیم.»
کسری نوری، محمد شریفی مقدم، مصطفی عبدی، عباس دهقان و کیانوش عباس‌زاده امضا کنندگان این نامه نوشته‌اند: «آنقدر پیکر عزیز بر دستانمان گذاشته‌اند که فرصت زاری کردن برایشان نداریم. پیامی که به هدف ایجاد رعب و وحشت در دل هر انسان آزاده‌ای که می‌اندیشد صادر می‌شود.»
آن‌ها اشاره کرده‌اند: «بهنام ما به قتل رسیده و این جنایتی بزرگ است. آمران، عاملان و شاهدان سکوت پیشه‌کرده این جنایت ننگ تاریخ انسانیتند.» و این قتل را روایت‌گر ترسی دانسته و افزودند: «اما این پیام خود روایت‌گر ترسی دیگر است؛ ترس عمیقِ دیکتاتور از اندیشه، از شهامت، از دوستی، از رفاقت و هر آن خصیصهٔ انسانی که پایه‌های دیکتاتوری ضدعقلانی‌اش را خدشه‌دار می‌کند.»

## درگذشت
۲۸ بهمن ۱۳۹۹ برخی منابع خبر از درگذشت او دادند. ابراهیم الله‌بخشی، درویش گنابادی در توییتی نوشت که وی در روز سه‌شنبه فوت شده‌است اما بر پایه «منابع موثق» دستور داده شده تا به مدت سه روز دستگاه‌های بیمارستان به شکل «نمایشی» به او وصل باشند.
نهایتاً گزارش شد که او با دستگاه تنفس مصنوعی و با سطح هوشیاری بسیار پایین زنده‌است. خبر در گذشت وی در ۳ اسفند سال ۱۳۹۹ در بیمارستان تأیید شد.
بتول حسینی، مادر بهنام محجوبی اعلام قطعی درگذشت وی در ۳ اسفند ۱۳۹۹ در بیمارستان لقمان تهران را تأیید کرد و گفت: «به عنوان ولی‌دم به مقام‌ها و ارگان‌ها اجازه نمی‌دهم پسرم را پیش از انتقال او به پزشک قانونی و مشخص شدن علت مرگ، دفن کنند».
برخی از رسانه‌ها علت مرگ بهنام محجوبی را «قتل زیر شکنجه» اعلام کردند.
یکماه پس از درگذشت محجوبی؛ موسی غضنفرآبادی، رئیس کمیسیون قضایی مجلس و رئیس سابق دادگاه‌های انقلاب تهران در واکنش به عدم انتقال به موقع زندانیان به بیمارستان گفت عمر دست خداست. هر زندانی که مشکل جسمی و بیماری حاد داشته باشد به بیمارستان منتقل می‌شود.

## خاکسپاری
بعدازظهر ۴ اسفندماه ۱۳۹۹ محجوبی در زادگاهش کرمان و در روستای حجت آباد بدون اعلام نظر پزشکی قانونی به خاک سپرده شد. در این مراسم بنابر وصیت بهنام محجوبی، آهنگ‌هایی از هایده و مهستی پخش شد و در شهر کرمان جو امنیتی برقرار بود.
۷ اسفندماه، تصاویری در شبکه‌های اجتماعی منتشر شد که نشان می‌داد برخی از دراویش گنابادی در سومین روز درگذشت بهنام محجوبی مقابل خانه نورعلی تابنده در خیابان گلستان هفتم جمع شده‌اند و به یاد او آواز می‌خوانند.

### دادخواهی
۷ خرداد ۱۴۰۰، بتول حسینی، مادر بهنام محجوبی با انتشار یک پیام ویدیویی در صفحه توییتر خود اعلام کرد که قوه قضاییه با گذشت سه ماه هنوز از دادن گواهی و نتیجه آزمایش‌های پزشکی به خانواده محجوبی امتناع می‌کند.
مادر او گفت: بهنام را درپی شکنجه در زندان اوین و بیمارستان رازی امین‌آباد شهید کردند و حالا از تحویل گواهی پزشک قانونی سر باز می‌زنند و همچنین افزود؛ امیدم به مردم، فعالان و جوامع بین‌المللی است، صدای دادخواهی بهنام باشید تا خون او پایمال نشود، حداقل معلوم کنند چرا تنها پسرم را شهید کردند و بهنام‌های دیگر در ایران کشته نشوند.

## واکنش‌ها
- دفتر حقوق بشر سازمان ملل متحد: «ما از جمهوری اسلامی می‌خواهیم که تحقیقات کامل و شفافی در مورد مرگ در زندان بهنام محجوبی انجام دهد. مرگ او یادآور دوباره ممانعت مکرر دسترسی زندانیان به درمان دارویی کافی است. ما خواهان دسترسی فوری تمامی زندانیان از مراقبت کافی هستیم.»[۴۲]
- سازمان اقلیت‌های مذهبی آمریکا: «ایران در تلاش است تا قصد خود را برای قتل بهنام محجوبی، درویش گنابادی از طریق قصور پزشکی عمدی را پنهان کند.[۴۳]
- سازمان عفو بین‌الملل: انجام تحقیقات کیفری دربارهٔ مرگ بهنام محجوبی، درویش زندانی ۳۳ ساله ضروری است. او برای ماه‌ها به روشهای مختلف از جمله از طریق منع عامدانه دسترسی به مراقبت‌های پزشکی شکنجه شد. مقامات قضایی و پزشکان زندانی که مسئول این اعمال بی‌رحمانه هستند باید محاکمه شوند.»[۴۴][۴۵][۴۶]
- وزارت خارجه آمریکا: از بدرفتاری دولت ایران با بهنام محجوبی درویش گنابادی که پس از عدم دریافت مراقبت‌های پزشکی مناسب و ماه‌ها حبس ناعادلانه به دلیل مشارکت در اعتراضات مسالمت آمیز در سال ۲۰۱۸، درگذشت، عمیقاً پریشان شدیم. به خانواده او و جامعه دراویش گنابادی تسلیت عرض می‌کنیم.[۴۷]
- وزارت خارجه آلمان: بهنام محجوبی در یک زندان ایران کشته شده‌است. او از رسیدگی درمانی محروم بود. خیلی از زندانیان در ایران موارد مشابه‌ای تجربه می‌کنند. این بدرفتاری‌ها غیرقابل قبول هستند، به کرامت انسانی احترام بگذارید و سرانجام زندانیان سیاسی را آزاد کنید.[۴۸]
- کمیسیون آزادی مذاهب آمریکا: حکومت ایران همان‌طور که در سال ۲۰۱۹ جان نورعلی تابنده، رهبر معنوی دراویش گنابادی را گرفت جان یکی از افراد وفادار به او، بهنام محجوبی را نیز گرفت، مرگ بهنام محجوبی نقض وحشتناک آزادی مذهبی توسط حکومت ایران و یادآور محض آزار و اذیت فاحش و مداوم جامعه دراویش گنابادی است. ایران حالا تلاش می‌کند بر قصد خود برای قتل فعالان مسالمت‌جوی مذهبی از طریق خدمات درمانی نامناسب عمدی سرپوش بگذارد. ایالات متحده و جامعه بین‌المللی نمی‌توانند اجازه دهند این رفتار شنیع پا بر جا بماند.[۴۹][۵۰]